# Chien-Shiung Wu
Chien-Shiung Wu (en chino tradicional: 吳健雄, chino simplificado: 吴健雄, pinyin: Wú Jiànxióng; Liuhe, Jiangsu, 31 de mayo de 1912–Nueva York, 16 de febrero de 1997) fue una física estadounidense nacida en China experta en radiactividad. Wu trabajó en el Proyecto Manhattan, donde contribuyó a desarrollar el proceso para separar el uranio metálico en isótopos de uranio-235 y uranio-238 mediante difusión gaseosa. Es conocida por llevar a cabo el Experimento de Wu, que contradecía la ley hipotética de la conservación de la paridad. Por este descubrimiento, sus colegas Tsung-Dao Lee y Chen Ning Yang ganaron el Premio Nobel de Física de 1957, y Wu fue galardonada con el primer Premio Wolf en Física en 1978. Sus aportaciones en física experimental fueron tan importantes que fue comparada con la química y física Marie Curie, y se la apodó como "la Primera Dama de la Física", "la Marie Curie china" o "la reina de la investigación nuclear".

## Infancia y educación
Wu nació en la ciudad de Liuhe en Taicang, provincia de Jiangsu (China) el 31 de mayo de 1912, y fue la segunda de tres hijos de Wu Zhong-Yi (en chino tradicional, 吳仲裔) y Fan Fu-Hua. La costumbre familiar era que los niños de esta generación tuvieran a Chien como el primer personaje de su nombre, seguido por los personajes de la frase Ying-Shiung-Hao-Jie, que significa "héroes y figuras destacadas". Por este motivo, Wu tenía un hermano mayor, Chien-Ying, y un hermano menor, Chien-Hao. Wu y su padre estaban muy unidos y él la alentó para que desarrollara sus intereses de forma apasionada, en un ambiente donde estaba rodeada de libros, revistas y periódicos.
Recibió su educación primaria en Ming De School, una escuela para niñas fundada por su padre y dejó su ciudad natal en 1923 con 11 años para ir a la Escuela Normal Femenina n.º 2 de Suzhou. Era un internado con clases para formación de profesorado, así como para estudiantes de secundaria. La admisión a la formación docente era más competitiva, ya que no cobraba por la matrícula o la junta, y garantizaba un trabajo al graduarse. Aunque su familia podría haber pagado, Wu eligió la opción más competitiva, y se colocó en el noveno lugar entre unos 10 000 solicitantes.
En 1929, Wu se graduó de las primeras de su clase y fue admitida en la Universidad Nacional Central en Nankín. De acuerdo con las regulaciones gubernamentales de la época, los estudiantes universitarios de formación docente que deseaban trasladarse a las universidades necesitaban servir como maestros de escuela durante un año. En el caso de Wu, esto solo se aplicó nominalmente y fue a dar clase a la Escuela Pública de Shanghái, cuyo presidente en ese momento era el filósofo Hu Shih, a cuyas clases asistió.
De 1930 a 1934, Wu estudió en la Universidad Central Nacional (más tarde renombrada Universidad de Nankín y reinstalada en Taiwán), primero en matemáticas y luego en física, y se involucró en la política estudiantil. Las relaciones entre China y Japón eran tensas en ese momento, y los estudiantes estaban instando al gobierno a tomar una línea más fuerte con Japón. Wu fue elegida como una de las líderes estudiantiles por sus colegas porque consideraban que dado que ella era una de las mejores estudiantes de la universidad, las autoridades podrían perdonar su participación o al menos pasarla por alto. Siendo ese el caso, tuvo cuidado de no descuidar sus estudios. Dirigió protestas que incluyeron una sentada en el Palacio Presidencial en Nankín, donde los estudiantes fueron recibidos por el presidente Chiang Kai-shek.
Durante dos años después de su graduación, realizó estudios de postgrado en física y trabajó como asistente en la Universidad de Zhejiang. Se hizo investigadora en el Instituto de Física de la Academia Sínica. Su supervisor era el profesor Gu Jing-Wei, que había obtenido su doctorado en el extranjero en la Universidad de Míchigan (UM), y animó a Wu a hacer lo mismo. Wu fue aceptada por la UM y su tío, Wu Zhou-Zhi, le proporcionó los fondos necesarios. Se embarcó para los Estados Unidos con una amiga, Dong Ruo-Fen (en chino, 董若芬), una química de Taicang, en agosto de 1936. Sus padres y su tío se despidieron de ella y nunca los volvió a ver.

## Berkeley

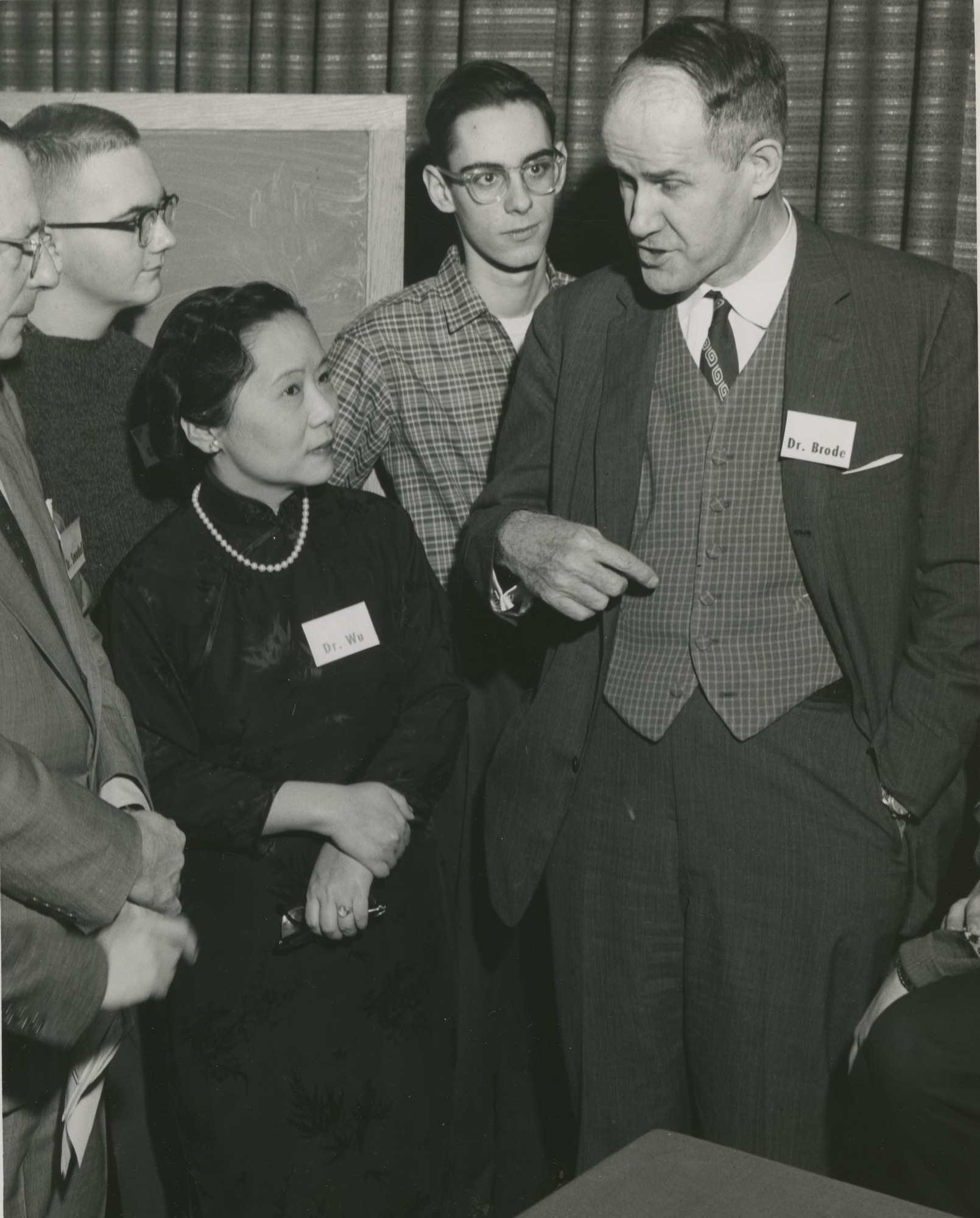
Chien-Shiung Wu con Wallace Brode en la Universidad de Columbia en 1958.

Las dos mujeres llegaron a San Francisco, donde los planes de Wu para estudios de posgrado cambiaron después de visitar la Universidad de California en Berkeley. Conoció al físico Luke Chia-Liu Yuan, nieto de Yuan Shikai (el primer presidente de la República de China y autoproclamado emperador de China). Yuan le mostró el Laboratorio de Radiación, cuyo director era el físico Ernest Lawrence, que ganó el Premio Nobel de Física en 1939 por su invención del acelerador de partículas ciclotrón.
Wu se enteró de que en Míchigan las mujeres no podían utilizar la entrada principal del campus y decidió que prefería estudiar en Berkeley. Yuan la llevó a ver a Raymond T. Birge, jefe del departamento de física, y le ofreció a Wu un lugar en la escuela de postgrado a pesar de que el año académico ya había comenzado. Wu entonces abandonó definitivamente sus planes de estudiar en Míchigan y se matriculó en Berkeley. Entre sus compañeros de clase se encontraban el estadounidense Robert R. Wilson y el canadiense George Volkoff. Entre sus amistades se encontraban Ursula Schaefer, una estudiante de historia que decidió quedarse en Estados Unidos en lugar de regresar a la Alemania nazi, y Margaret Lewis, una estudiante posdoctoral estadounidense. Wu solicitó una beca al final de su primer año, pero había prejuicios contra los estudiantes asiáticos, y a Wu y Yuan se les ofreció plazas de profesores auxiliares con menor retribución. Yuan solicitó y obtuvo una beca en el Instituto de Tecnología de California (Caltech).
Wu hizo grandes progresos en su educación y en su investigación. Aunque Lawrence era oficialmente su supervisor, también trabajó estrechamente con el físico Emilio Segrè. Su tesis tenía dos partes separadas. La primera era sobre la radiación de frenado, la radiación electromagnética producida por la desaceleración de una partícula cargada cuando es desviada por otra partícula cargada, típicamente un electrón por un núcleo atómico. Ella investigó esto usando una emisión beta de fósforo 32, un isótopo radioactivo fácilmente producido en el ciclotrón que Lawrence y su hermano John H. Lawrence estaban evaluando para su uso en el tratamiento del cáncer y como trazador radioactivo. Esto marcó el primer trabajo de Wu con el decaimiento beta, un tema sobre el cual ella se convertiría en una autoridad. La segunda parte de su tesis era sobre la producción de isótopos radioactivos de xenón producidos por la fisión nuclear del uranio con los ciclotrones de 37 y 60 pulgadas en el Laboratorio de Radiación.
Wu terminó su doctorado en junio de 1940, y fue reconocida por la hermandad honorífica Phi Beta Kappa. A pesar de las recomendaciones de Lawrence y Segrè, no pudo conseguir un puesto en una universidad, por lo que permaneció en el Laboratorio de Radiación como becaria posdoctoral.

## Segunda Guerra Mundial
Wu y Yuan se casaron en la casa de Robert Millikan, supervisor académico de Yuan y presidente de Caltech, el 30 de mayo de 1942. Ninguna de sus  familias pudieron asistir debido al estallido de la guerra del Pacífico. Se mudaron a la costa este de los Estados Unidos, donde Wu se convirtió en miembro de la facultad del Smith College, una universidad privada para mujeres en Northampton, Massachusetts, mientras Yuan trabajaba en radar para RCA. Ella encontró el trabajo frustrante, ya que sólo podía dar clase y no había oportunidad para la investigación. Pidió ayuda a Lawrence, que escribió cartas de recomendación a varias universidades. Smith respondió convirtiendo a Wu en profesora asociada y aumentando su sueldo. Aceptó un trabajo en la Universidad de Princeton en Nueva Jersey como instructora de oficiales navales.

En marzo de 1944, Wu se unió al Proyecto Manhattan en los laboratorios de materiales de aleación substitutos (SAM) en la Universidad de Columbia. Vivía en un dormitorio en el campus y volvía a Princeton los fines de semana. El papel de los Laboratorios SAM, encabezados por el científico Harold Urey, fue apoyar el programa de difusión gaseosa (K-25) para el enriquecimiento de uranio del Proyecto Manhattan. Wu trabajó junto con el físico James Rainwater en un grupo dirigido por William W. Havens, Jr. cuya tarea era desarrollar la instrumentación del detector de radiación.

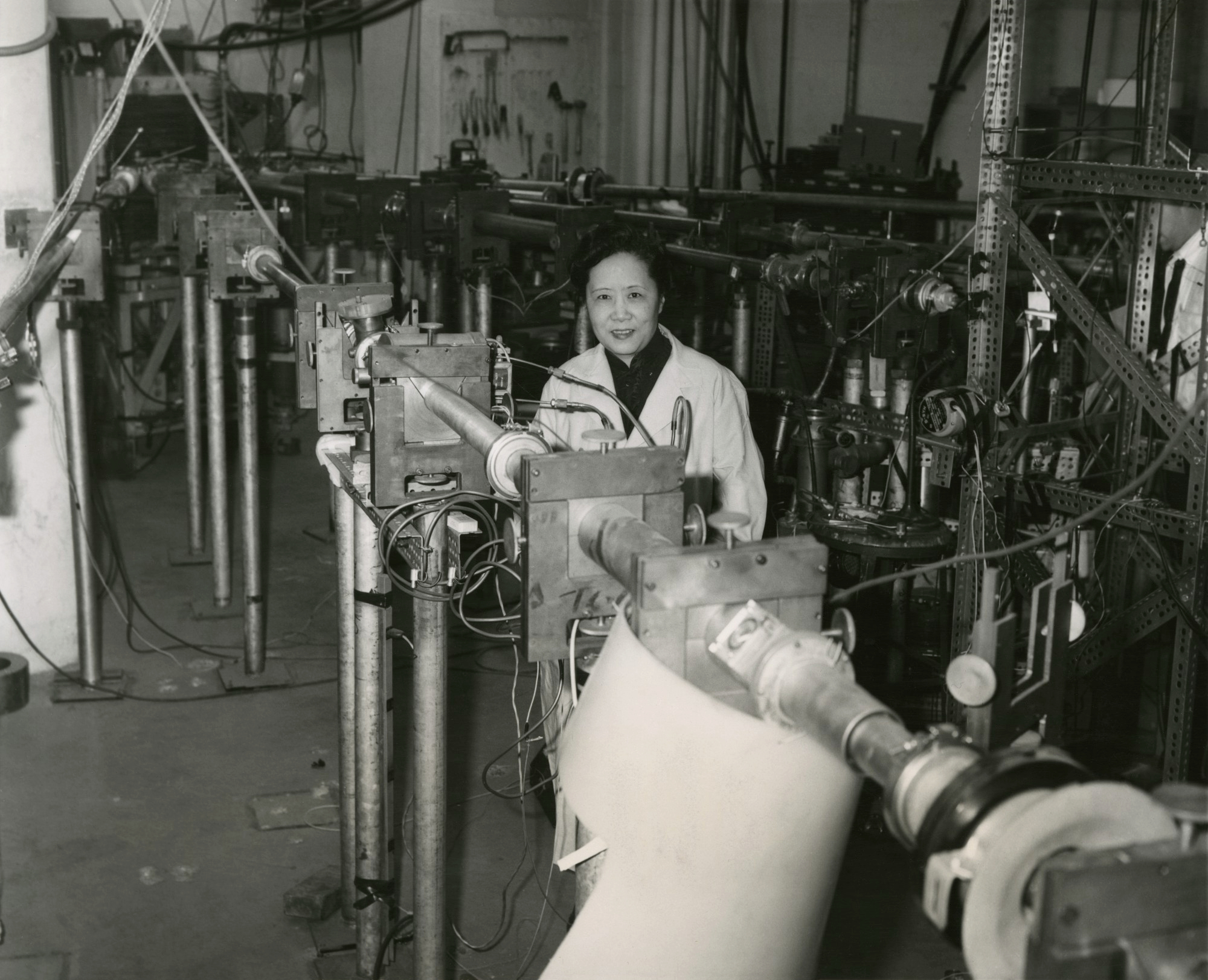
Chien-Shiung Wu en 1963 en la Universidad de Columbia

En septiembre de 1944, Wu fue contactada por el ingeniero de distrito de Manhattan, el coronel Kenneth Nichols. El Reactor B recientemente comisionado en el emplazamiento de Hanford se había encontrado con un problema inesperado, arrancando y apagando a intervalos regulares. John Archibald Wheeler sospechaba que un producto de fisión, xenón-135, con una vida media de 9,4 horas, era el culpable, y podría ser un veneno nuclear. Segrè entonces recordó el trabajo que Wu había hecho en Berkeley sobre los isótopos radioactivos del xenón. El artículo sobre el tema aún no había sido publicado, pero Wu y Nichols fueron a su dormitorio y recogieron el borrador mecanografiado preparado para la publicación Physical Review. El xenón-135 era el culpable; resultó tener una sección transversal de absorción de neutrones inesperadamente grande.
Después del final de la guerra en agosto de 1945, Wu aceptó la oferta de un puesto como profesora asociada de investigación en Columbia. La comunicación con China fue restaurada, y Wu recibió una carta de su familia, pero los planes de visitar China fueron interrumpidos por la guerra civil china, y el nacimiento en 1947 de un hijo, Vincent Yuan (en chino tradicional, 袁緯承), que creció para convertirse en un físico como sus padres. En 1949, Yuan se unió al Laboratorio Nacional de Brookhaven y la familia se mudó a Long Island. Después de que los comunistas llegaran al poder en China ese año, el padre de Wu escribió instándola a no regresar. Como su pasaporte había sido expedido por el gobierno del Kuomintang, le resultaba difícil viajar al extranjero. Esto finalmente la llevó a tomar la decisión de obtener la ciudadanía estadounidense en 1954. Ella permanecería en Columbia por el resto de su carrera. Se convirtió en profesora asociada en 1952, profesora titular en 1958 y catedrática de física Michael I. Pupin en 1973. Sus alumnos la llamaron la Dama del Dragón, por el personaje de ese nombre en la tira cómica Terry y los piratas.